# 韋頓 (阿肯色州)
韋頓（英語：Wayton）是位於美國阿肯色州牛頓縣的一個非建制地區。該地的面積和人口皆未知。

## 地理
韋頓的座標為35°54′13″N 93°15′15″W / 35.90361°N 93.25417°W，而該地的平均海拔高度為663米（即2175英尺）。